# 나린 (음악 그룹)
나린은 대한민국의 음악 그룹이다. 2017년 싱글 〈With You〉로 데뷔했다.

## 방송
- 보컬플레이 2 (2019) - Top20 (20위)

## 공연
- 하모니 with 팝페라 - 김제 (2021)
- 2021 나린 연말 콘서트 : Year-end concert (2021)

## 수상
- 동아시아 문화의 숲 아카펠라 경연대회 우승 (2018)
- 아시안컵 아카펠라 대회 우승 (2017)
- 국제 아카펠라 대회 3위 (2017)